# Соль (Словаччина)
Соль (словац. Soľ) — село в Словаччині, Врановському окрузі Пряшівського краю. 
Уперше згадується у 1402 році.

## Географія
Розташоване в східній частині Словаччини в куті Східнословацької низовини вимеженому рікою Ондавою в долині Солоного потока, притоки Топлі.

## Храми
У селі є римо-католицький костел (кінець XV століття в стилі готики, перебудований у XVII столітті в стилі бароко, у 1884 році в стилі неоготики, протестантська церква (1793) з вежею 1864 року та греко-католицька церква святих Кирила і Мефодія (XXI століття).

## Населення
| Рік:            | 1994. | 2004.    | 2014.   | 2024.   |
| --------------- | ----- | -------- | ------- | ------- |
| Кількість осіб: | 2001  | 2290     | 2505    | 2664    |
| Різниця:        |       | +14,44 % | +9,38 % | +6,34 % |

| Рік:            | 2023. | 2024.   |
| --------------- | ----- | ------- |
| Кількість осіб: | 2641  | 2664    |
| Різниця:        |       | +0,87 % |

У селі проживає 2449 осіб.
Національний склад населення (за даними перепису 2001 року):
- словаки — 74,52 %,
- цигани — 22,71 %,
- чехи — 0,27 %,
- українці — 0,05 %,
- угорці — 0,05 %.

Склад населення за приналежністю до релігії станом на 2001 рік:
- римо-католики — 63,22 %,
- протестанти — 19,71 %,
- греко-католики — 7,77 %,
- православні — 0,23 %,
- не вважають себе вірянами або не належать до жодної вищезгаданої конфесії — 4,31 %.